# تبرماهی آب شیرین
تبرماهی آب شیرین (نام علمی: Gasteropelecidae) نام یک تیره از راسته تتراسانان است.

## سرده‌ها
- تبرماهی‌های کوچک
- تبرشکم‌ها
- تبرماهی‌های بزرگ